# Doru Viorel Pană
Doru Viorel Pană (n. secolul al XX-lea) a fost ministrul lucrărilor publice, transporturilor și amenajării teritoriului în guvernul Petre Roman (2) (28 iunie 1990 - 16 octombrie 1991) și primarul municipiului București în perioada 3 septembrie 1991 - 23 februarie 1992 din partea FSN, confirmat de guvernul Theodor Stolojan. Din 1992 a fost prefect al capitalei.

## Vezi și
- Lista primarilor Bucureștiului